# Lepidophyma smithii
Lepidophyma smithii (тропічна нічна ящірка Сміта) — вид сцинкоподібних ящірок родини нічних ящірок (Xantusiidae). Мешкає в Мексиці і Центральній Америці.

## Поширення і екологія
Тропічні нічні ящірки Сміта мешкають на тихоокеанському узбережжі Мексики (на південь від південного Герреро), Гватемали і Сальвадору. Вони живуть в тропічних лісах, дубових і лісахі  на кавових плантаціях, де трапляються серед скель, гранітних валунів та в печерах. Зустрічаються на висоті від 400 до 1300 над рівнем моря.